# Probithia turpis
Probithia turpis là một loài bướm đêm trong họ Geometridae.